# Andreas Granskov
Andreas Granskov est un footballeur danois né le 5 mars 1989 à Gladsaxe. Il joue actuellement au Köge Nord. Il est attaquant.

## Palmarès
FC Nordsjælland
- Champion du Danemark (1) : 2012.
- Vainqueur de la Coupe du Danemark (2) : 2010, 2011.